# قلج أرسلان الرابع
قلج أرسلان الرابع (بالفارسية: رکن الدین قلج ارسلان بن کیخسرو) كان سلطان سلاجقة الروم (من عام 1248-1265) بعد وفاة والده كيخسرو الثاني سنة 1246.تم تنصيبه من إمبراطورية المغول. وحكم متفرداً بالسلطة بعد أن نفي أخاه كيكاوس الثاني وموت كيقباد الثاني. أعدم سنة 1266 على يد بروانه معين الدين سليمان.

## الحكم المُشترك في ظل المغول
تُوفي السُلطان كيخسرو في سنة 644هـ المُوافقة لِسنة 1246م بعد حياةٍ حافلةٍ بِالمآسي سببها انغماسه في اللهو وجهله وظُلمه كما أُسلف. وبُعيد وفاته تشاور الأُمراء والأعيان -ممَّن كانت لهم الكلمة النافذة في البلاد- في اختيار خلفٍ لِسُلطانهم الراحل، وقرَّروا تعيين ابنه الأكبر عزُّ الدين كيكاوس، فنصَّبوه على العرش، وأجلسوا أخويه رُكن الدين قلج أرسلان عن يمينه وعلاء الدين كيقُباد على يساره. وكانت البلاد في الوقت الذي اعتلى فيه كيكاوس بن كيخسرو عرش السلطنة ترزح تحت وطأة الفوضى. فالأُمراء في تنافُسٍ وتناحر من أجل السُلطة، بل راحوا يتسابقون لِكسب ودّ زُعماء المغول والتزلُّف لهم لِلحُصُول على مكاسب سياسيَّة. وكثُرت تعدِّيات القبائل البدويَّة على المُدُن والقُرى الآمنة، وشكَّلوا خطرًا على أمن الدولة، كما شعر أُمراء المغول في آسيا الصُغرى بِضغطهم، فطلبوا من السلطنة السَلْجُوقيَّة وضع حد لِتعدِّياتهم وفرض الأمن في البلاد. نجح كيكاوس في لجم ثورة البدو إلى حدٍّ ما إلَّا أنَّ ظُهُور حركاتٍ ثوريَّةٍ أُخرى، أقلقه وأقضَّ مضاجع المغول. وفي سنة 644هـ المُوافقة لِسنة 1246م تولَّى العرش المغولي حفيد جنكيز خان المُسمَّى «گُيوك» خلفًا لِأبيه أوقطاي خان، فتواترت الوُفُود من الشرق والغرب إلى العاصمة المغوليَّة قراقورم لِحُضُور حفل تتويج الخاقان الأعظم الجديد. ولم يُشارك السُلطان السَلْجُوقي كيكاوس في هذه المُناسبة، بل أرسل أخيه قلج أرسلان بدلًا عنه، وفوَّضه بِإجراء مُباحثاتٍ مع المغول لِتجديد الصُلح بينهم، ووعد بِأن يذهب في مُناسبةٍ أُخرى. استغلَّ قلج أرسلان اجتماعه بِالخاقان الجديد وأقنعهُ بِتنصيبه سُلطانًا على بلاد الروم مُقابل إبرام مُعاهدةٍ جديدةٍ تقضي بِأن يدفع السلاجقة جزية سنويَّة مقدارها مليوناً ومائتي ألف بيزنت، وخمسُمائة ثوب من الحرير مُوشَّاة بِالذهب، وخمسُمائة حصان، ومثلها من الجِمال، وخمسة آلاف رأس ماشية، وهدايا تُعادل ضعف هذا كُلِّه. وافق گُيوك خان على هذا العرض، وأعاد قلج أرسلان إلى الأناضول حاملًا أمرًا خاقانيًّا بِإنزال كيكاوس وتنصيبه مكانه، وأرسل معهُ ألفيّ فارس مغولي لِمُساعدته على إخضاع المُعارضين. وماإن وصل قلج أرسلان إلى بلاده حتَّى كتب إلى أخيه يُخبره بِأمر الخاقان، ويطلب منه الاعتراف بِسلطنته.
عارض بعض أُمراء السلطنة تفرُّد كيكاوس بِالحُكم، وتزعَّمهم جلال الدين قراطاي، واتَّفق هذا مع البكلربك «يوطاش» على تنصيب الإخوة الثلاثة معًا، ونجح في إقناع أكثريَّة الأُمراء في الدولة بِهذا الأمر. ويبدو أنَّ بعض الأُمراء الآخرين المُوالين لِقلج أرسلان لم يرضوا بِالحل المذكور، وأصرُّوا على تفرُّد سُلطانهم بِالحُكم، وتزَّعم هذه الحركة أميرٌ يُدعى «طرنطاي»، فافتعل المُشكلات التي أوصلت الأخوين كيكاوس وقلج أرسلان إلى حد الصدام العسكري، غير أنَّ تدخُّل القاضي جمال الدين الختني حال دون تفاقم الوضع، فقرَّب بين الأخوين، واتُّفق على نسيان الماضي وفتح صفحة جديدة في العلاقات الوديَّة بينهما. وسُجن الأُمراء الذين تسبَّبوا في إشعال الحرب. وبِفضل مقدرة الوزير شمس الدين الجويني الأصفهاني استمرَّت الحُكُومة المُشتركة بين سنتيّ 647 و655هـ المُوافقة لِما بين سنتيّ 1249 و1257م، وحفلت هذه السنوات بِالدسائس والمُؤامرات، وتقلَّبت فيها مُيُول الأُمراء وفق مصالحهم الخاصَّة. وفي سنة 655هـ المُوافقة لِسنة 1257م تُوفي السُلطان علاء الدين كيقُباد، ويُقال أنَّهُ قُتل أثناء رحلته إلى قراقورم لِتقديم فُرُوض الولاء والطاعة لِلخاقان الجديد منكو خان، فحكم بلاد الروم أخواه كيكاوس وقلج أرسلان بِصورةٍ مُنفردةٍ حينًا ومُشتركةٍ أحيانًا وفقًا لِتقلُّب الأوضاع السياسيَّة في داخل البلاد وخارجها. فقد دبَّ الخلاف بدايةً بين الأخوين، وتطوَّر إلى نزاعٍ مُسلَّح، فانهزم قلج أرسلان وتفرَّد كيكاوس بِالسلطنة حتَّى هاجم المغول الأناضول مُجددًا وهزموه هزيمةً شنعاء وأجبروه على الهرب والالتجاء إلى الروم في نيقية، فتولَّى مكانه قلج أرسلان الذي هادن المغول، وسعى لدى هولاكو خان -وهو شقيق الخاقان الأعظم منكو ونائبه في إيران- كي يُعيِّنه سُلطانًا على كافَّة بلاد الروم. لكنَّ هولاكو الذي كان يعد نفسه السيِّد الأعلى والحاكم العام لِلأناضول، استدعى إليه السُلطانين الأخوين بُعيد استيلائه على بغداد سنة 656هـ المُوافقة لِسنة 1258م، وأعلمهما بِقراره تقسيم الأناضول بينهما، فأعطى كيكاوس جميع البلاد المُمتدَّة من حُدُود قيصريَّة إلى ساحل أنطالية حتَّى الحُدُود البيزنطيَّة، وتكون عاصمته قونية، في حين منح قلج أرسلان البلاد المُمتدَّة من سيواس إلى ساحل سينوپ وصامصون، وتكون توقاد مقرًّا له. وكان القسم الأخير -أي الشرقي- هو أكثر ما يهم المغول لِمُجاورته حُدُود بلادهم، ومن أجل ذلك عيَّنوا عليه قلج أرسلان المُوالي لهم.

### صراع الأخوين
لم ينتهِ الصراع بين الأخوين قلج أرسلان وكيكاوس نتيجة اقتسام السُلطة، وظلَّ الأوَّل وأتباعه يُضايقون الآخر لِإزاحته عن الحُكم. فاضطرَّ كيكاوس إلى البحث عن حليفٍ يُسانده في صراعه مع أخيه وحُلفائه المغول، وكان نجم السُلطان المملوكي الظاهر بيبرس قد بدأ يسطع في سماء المشرق الإسلامي، لا سيَّما بعد أن شارك في هزيمة المغول في معركة عين جالوت، وأعاد إحياء الخلافة العبَّاسيَّة في القاهرة، ووحَّد الديار المصريَّة والشَّاميَّة والحجازيَّة في دولةٍ واحدةٍ، واستردَّ لِلمُسلمين الكثير من البلاد التي يحتلَّها الصليبيين، وأنزل بِأرمن قيليقية ضرباتٍ موجعة، فوجد فيه كيكاوس الحليف الطبيعي الذي سيُمكِّنه من التصدِّي لِخُصُومه، وأرسل إليه يطلب منه المُساعدة مُقابل أن يتنازل له عن نصف بلاده يُقطعها لمن يختاره. استجاب الظاهر بيبرس لِطلب المُساعدة ضمن سياسته الهادفة للتوسُّع شمالًا، وإقامة تحالُفاتٍ مع السلاجقة لِلوُقُوف في وجه الخطر المغولي على ديار الإسلام، وجهَّز قُوَّةً عسكريَّةً بِقيادة الأمير ناصر الدين أُغلُمُش لِمُساعدة كيكاوس، لكنَّ هذه القُوَّة لم تصل إلى بلاد الروم بِدليل عدم حسم الصراع بين الأخوين، بِالإضافة إلى أنَّ كيكاوس أعلم نظيره بيبرس في رسالةٍ أُخرى أرسلها إليه بِتراجُع الضغط المغولي عليه، ولم يُشر فيها إلى أي دورٍ لِلقُوَّة المملوكيَّة. واستغلَّ المُفسدون وخُصُوم كيكاوس مُراسلاته مع المماليك، فرفعوا الأمر إلى هولاكو في تبريز طالبين منه تأديب هذا العاصي الخارج عن السُلطة المغوليَّة، فأرسل جيشًا على الفور هاجم قونية التي تحصَّن بها السُلطان، ولمَّا رأى الأخير أنَّ لا قِبل لهُ بِمُواجهة خُصُومه خرج من المدينة ناجيًا بِحياته، وتوجَّه نحو أنطالية ومنها هرب إلى القُسطنطينيَّة عن طريق البحر، ونزل ضيفًا على الإمبراطور ميخائيل الثامن. وهكذا خلا الجو لِقلج أرسلان لِيحكم بِمُفرده، إلَّا أنَّهُ لم يُؤدِّ دورًا سياسيًّا بارزًا، وحجبه وزيره مُعينُ الدين سُليمان پروانه عن الواجهة السياسيَّة، فأحكم قبضته على مُقدَّرات الدولة حتَّى سُمي عصره بِـ«عصر پروانه».
عُرف عن پروانه بِأنَّهُ ذكي واسع الحيلة يغتنم كُل فُرصة تُتاح له لِتقوية نُفُوذه وتحقيق غاياته، فاستغلَّ وفاة هولاكو سنة 664هـ المُوافقة لِسنة 1265م، وتربُّع ابنه أباقا على العرش مكانه، فتوجَّه بِرفقة السُلطان إلى البلاط المغولي الإلخاني في تبريز لِتقديم فُرُوض الطاعة والولاء حيثُ طلبا الإذن بِالسماح لهما بِاستعادة البلاد والمناطق التي فقدها السلاجقة أثناء صراع الإخوة وبِخاصَّةٍ مدينة سينوپ، فأذن لهم بِذلك. وعاد قلج أرسلان إلى بلاده بعد تمام الزيارة بينما بقي پروانه في تبريز حيثُ أسرَّ لِأباقا أنَّهُ يغلب على سلاطين بني سَلْجُوق التذبذب، وأنَّ قلج أرسلان يُراسل المماليك سرًا، فما كان من أباقا إلَّا أن قلَّد پروانه نيابة السلطنة ببلاد الروم على أن يتخلَّص من كُل شخص يُخالفه أو يشُك بِولائه لِلمغول. ولمَّا حاول السُلطان التخلُّص من هيمنة وزيره وازدياد نُفُوذه الذي بات يُهدده شخصيًّا لفَّق لهُ پروانه تُهمة التخطيط لِاغتياله ومُكاتبة المماليك، فقبض عليه المغول وأعدموه خنقًا يوم الأربعاء 8 جُمادى الأولى 664هـ المُوافق فيه 14 شُباط (فبراير) 1266م، ونُصِّب مكانه ابنه الطفل كيخسرو. ولم يُؤدِّ هذا السُلطان أي دورٍ بارز خِلال حياته السياسيَّة نظرًا لِصغر سنِّه من جهة، وازدياد نُفُوذ الأُمراء وبِخاصَّةٍ پروانه من جهةٍ أُخرى، كما كثُرت في عهده الثورات والفتن. ودخل سلاجقة الروم -بِحُكم موقع بلادهم المُهم- في دوَّامة الصراع بين المغول والمماليك. وكان السُلطان بيبرس يُنزل بِالمغول والصليبيين الضربات القاسية، وبِنيَّته توحيد كافَّة بلاد الإسلام تحت رايته ولم شمل المُسلمين من جديد، وكان يتطلَّع إلى ضمِّ الأناضول إلى دولته في مصر والشَّام لِيتمكَّن من الاتصال بِمغول القبيلة الذهبيَّة بِقيادة زعيمهم المُسلم بركة خان، والتنسيق معهم لِلوُقُوف بِوجه المغول الإلخانيين في إيران، بِالإضافة لِلتخفيف من الضغط المغولي الواقع على الشَّام.